# Chazaliella wildemaniana
Chazaliella wildemaniana är en måreväxtart som först beskrevs av Théophile Alexis Durand och De Wild., och fick sitt nu gällande namn av Ernest Marie Antoine Petit och Bernard Verdcourt. Chazaliella wildemaniana ingår i släktet Chazaliella och familjen måreväxter. Inga underarter finns listade i Catalogue of Life.